# Libell
Als Libell wird in erster Linie eine Prozessakte, namentlich eine Klageschrift, bezeichnet. Das Libell (von lateinisch libellus „Büchlein“, „Kleine Schrift“) kann jedoch auch eine Urkunde in Buchform, ein kurzes Schriftstück, eine Streit- oder eine Schmähschrift sein.
Im alten Rom war das Libell die bei Gericht eingereichte Klageschrift. In der Kaiserzeit unterhielt der Prinzeps zur Entlastung seine Libellkanzlei. Im Rahmen der kaiserlichen Gesetzgebung war das libellus auch eine mit einem konkreten Anliegen an den Kaiser gerichtete Bittschrift oder Eingabe einer Privatperson zur Bescheidung. Häufiger gebraucht wurde der Begriff im 16. Jahrhundert im Heiligen Römischen Reich und gewann in Dokumenten vor allem im österreichischen Landesteil politische Bedeutung. Im modernen Rechtswesen wird das Libell in Praxis und Sprachgebrauch wenig verwendet.
Seit 1997 trägt die Zeitschrift der Grünen Liga Brandenburg den Namen Libell.
Beispiele
Nachfolgende Aufzählung nennt einige bedeutende Beispiele (ohne Anspruch auf Vollständigkeit):
- Am 10. April 1510 dokumentierte das Augsburger Libell Verhandlungen im Reichstag zu Augsburg zu österreichischen Angelegenheiten. Das dortige Kammergericht wurde aufgelöst und die niederösterreichische Regierung von Enns nach Wien verlegt.
- Am 23. Juni 1511 wurde das Tiroler Landlibell geschaffen, eine Zusammenfassung über das Verteidigungs- und Grundsteuersystem sowie andere Rechtsfragen für das Gebiet der Grafschaft Tirol.
- Am 24. Mai 1518 wurden drei Innsbrucker Libelle mit Billigung des Kaisers Maximilian I. verfasst. Das erste galt der „kaiserlichen Majestät Hofordnung und anderer Betrachtungen“. Unter anderem wurden hier die Regeln, nach denen der Reichshofrat arbeitete, aktualisiert. Das zweite Innsbrucker Libell hatte die Rüstung zur Landesverteidigung zum Gegenstand, das dritte „gemeine Beschwerungen“, worin Finanzfragen geregelt wurden.
- Hieronymus Vehus legte dem Augsburger Reichstag von 1530 ein Libell für dessen Beratungen vor, das Standpunkte im Glaubensstreit aufzeigte. Vehus plädierte auf dem Reichstag für eine vorerst politische Lösung, bis das vom Papst einzuberufende Konzil eine endgültige Entscheidung zur Streitfrage treffe.
- Im Jahr 1562 enthielt das Reformations-Libell des Kaisers Ferdinand I. seine Ausführungen zu Glaubensfragen für das Konzil von Trient.
- Im Grazer Libell vom 24. Februar 1572 (auch Grazer Religionspazifikation genannt) erhielten die Landstände von Innerösterreich von Erzherzog Karl II. volle Gewissens- und Religionsausübungsfreiheit unter der Bedingung schuldigen Gehorsams ihm gegenüber.
- Rund sechs Jahre später, am 9. Februar 1578, gewährte Erzherzog Karl II. die Glaubens- und Gewissensfreiheit im Brucker Libell auch den Städten und Märkten Innerösterreichs. Das Brucker Libell enthielt eine ausdrückliche Ablehnung des Calvinischen Glaubens durch die dem Augsburger Bekenntnis anhängenden Stände.